# Holdenby
Holdenby è un villaggio e parrocchia civile dell'Inghilterra di 170 abitanti (dati 2011) appartenente alla contea del Northamptonshire, regione delle Midlands Orientali.